# Políxeno
En la mitología griega, Políxeno (en griego: Πολύξενος o Πολύξεινος) era un rey de Élide, hijo de Agástenes y Peloris. Se cuenta entre los pretendientes de Helena de Troya, y como tal participó en la guerra de Troya con 40 naves. Regresó a su tierra tras la guerra, y tuvo un hijo, Anfímaco, cuyo nombre proviene probablemente de su amigo Anfímaco, que murió en Troya.
| Predecesor: Agástenes, Anfímaco y Talpio | Reyes míticos de Élide | Sucesor: Anfímaco |